# Fanfare Eendracht Eerbeek
Fanfare Eendracht Eerbeek uit Eerbeek is opgericht op tweede kerstdag 1898. Het fanfare-orkest speelt sinds 1948 op het hoogste niveau voor amateurorkesten.

## Geschiedenis
In 1898 vond de inhuldiging van Koningin Wilhelmina plaats. In dit jaar werden er daardoor vele evenementen en inhuldigingsfeesten in Eerbeek georganiseerd. Hierbij werd een muziekkorps voor de muzikale omlijsting gemist. Dat leidde ertoe dat een zestal mannen besloot op tweede kerstdag 1898 een muziekvereniging op te richten.
In 1948 bereikt 'Eendracht' onder leiding van A.C. van Leeuwen de hoogste divisie van de Koninklijke Nederlandse Federatie van Muziekverenigingen (KNFM) (de 1e divisie, ofwel de vaandelafdeling). 'Eendracht' speelt nog steeds in deze afdeling.
Van Leeuwen bleef tot 1963 dirigent bij Eendracht. Daarna volgden een aantal andere dirigenten, waaronder van 1967 tot 1980 de heer Jaap Stolp. Met hem ging Eendracht vele malen op topconcours (tegenwoordig 'Nederlands Fanfare Kampioenschap'), waar gestreden werd met de beste 10 fanfare-orkesten uit Nederland. Vanaf 1983 was Aalco Flink uit Lochem dirigent van Eendracht.
In 1992 werd een nieuwe muzikaal hoogstaande periode ingezet bij de aanstelling van Hans Slijkhuis. Onder Slijkhuis werd Eendracht Nederlands vice-kampioen in de hoogste afdeling van de KNFM op het topconcours van 1997 en werd in 1999 het 100-jarig bestaan van Eendacht groots gevierd. Na een korte periode waarbij interim-dirigent Jan Bosveld voor Eendracht stond werd in 2007 Alfred Willering aangesteld als dirigent van de fanfare.
Sinds de jaren zestig werden ook vrouwen toegelaten tot het orkest. Was vroeger muziek een 'mannenzaak', tegenwoordig  bestaat het orkest uit evenveel mannen als vrouwen.
Het fanfare-orkest van 'Eendracht' is met ongeveer 50 muzikanten het grootste onderdeel binnen muziekvereniging 'Eendracht'. Elke donderdagavond wordt er ruim 2 uur gerepeteerd op allerlei muziekstukken. Naast het fanfare-orkest huist de vereniging een leerlingenorkest en een opstapgroep.
Naast de verschillende concerten die jaarlijks worden gegeven, is de fanfare verplicht om deel te nemen aan concoursen. Goede resultaten hierbij zijn voorwaarde om in de hoogste 1e divisie te kunnen blijven spelen, anders volgt degradatie. 'Eendracht' streeft ernaar om minimaal eens per twee jaar deel te nemen aan zo'n concours.

## Dirigenten
- 1898 - 1900 S. Sternfeldt
- 1900 - 1918 G.J. Peters
- 1918 - ca. 1920 van der Kley
- ca. 1920 - 1923 Adrianus Cornelis van Leeuwen
- 1923 - 1932 Dekker / Felix Kwast / Struik Sr. / H.A. Grizell
- 1932 - 1943 H.D. van Voorst
- 1943 - 1963 Adrianus Cornelis van Leeuwen
- 1963 - 1967 Hubertus Willem Abraham Christiaan Warnas
- 1967 - 1980 Jaap Stolp
- 1980 - 1983 Henk Kleinmeyer
- 1983 - 1992 Aalko Flink
- 1992 - 2007 Hans Slijkhuis
- 2006 - 2007 Jan Bosveld
- 2007 - 2015 Alfred Willering
- 2015 - 2022 Jaap Musschenga
- 2022 - heden Paul van Gils